# Đinh Bộ Lĩnh
Đinh Bộ Lĩnh (丁部領), posthumt navn: Đinh Tiên Hoàng (丁先皇), (født 923, død 979) var en vietnamesisk konge og grundlægger af Dinh-dynastiet. Han blev født i en landsby ved Den Røde Flod og blev lokal militærleder. Han afsatte den sidste konge af Ngo-dynastiet i år 963 men giftede sig med en kvinde fra denne familie for att skabe en bred støtte for sit eget dynasti. For at undgå konflikt med Song-dynastiet betalte han tribut til den kinesiske kejser. Đinh Bộ Lĩnh blev myrdet af en kongelig tjener og efterfulgtes af sin seksårige søn Đinh Tue.
1. ↑  Navnet er anført på svensk og stammer fra Wikidata hvor navnet endnu ikke findes på dansk.
2. ↑  Navnet er anført på svensk og stammer fra Wikidata hvor navnet endnu ikke findes på dansk.
3. ↑  Navnet er anført på engelsk og stammer fra Wikidata hvor navnet endnu ikke findes på dansk.
4. ↑  Navnet er anført på engelsk og stammer fra Wikidata hvor navnet endnu ikke findes på dansk.
5. ↑  Navnet er anført på engelsk og stammer fra Wikidata hvor navnet endnu ikke findes på dansk.